# Neopyrochroa californica
Neopyrochroa californica es una especie de coleóptero de la familia Pyrochroidae.

## Distribución geográfica
Habita en California (Estados Unidos).